# Garanti Koza Tournament of Champions 2014
Das Garanti Koza Tournament of Champions 2014 (auch als International Tournament of Champions bekannt) war ein Damentennis-Einladungsturnier, das als Einzelwettbewerb auf Hartplatz vom 27. Oktober bis 2. November 2014 in der Arena Armeec in Sofia in der Halle ausgetragen wurde. Das zur WTA Tour 2014 zählende Turnier erlebte die sechste Auflage und gastierte zum dritten Mal in der bulgarischen Hauptstadt. Hauptsponsor war auch 2014 die international tätige Baufirma Garanti Koza.

## Qualifikation

### Qualifizierungsmodus
Zu dem Turnier wurden acht Damen eingeladen, die folgende Voraussetzungen erfüllen mussten:
- Für die sechs bestplatzierten Spielerinnen der Weltrangliste (Stand: 20. Oktober 2014), die 2014 mindestens eines von 31 Turnieren der Kategorie International (Preisgeld: 250.000 US-Dollar) der WTA Tour gewinnen konnten und nicht bei den WTA Championships 2014 in Singapur antraten, war die Teilnahme Pflicht.[1]
- Die Turnierleitung von Sofia durfte bis zum 9. Oktober 2014 zwei Wildcards an Spielerinnen vergeben, die 2014 an mindestens einem Turnier der WTA Tour der Kategorie International teilgenommen hatten und nicht in Singapur spielten. Hätte eine der beiden Spielerinnen die Wildcard nicht akzeptiert, wäre das Startrecht auf die zwei Nächstplatzierten der Weltrangliste übergegangen.
- Falls sich beide Spielerinnen, die als Reservistinnen in Singapur nominiert waren, auch für Sofia qualifiziert hätten, hätte es ihnen freigestanden, dort anzutreten, auch wenn sie in Singapur bereits zum Einsatz gekommen wären.

### Qualifikationsrangliste
Endstand nach 31 Turnieren:
| 004 | Simona Halep1           | Rumänien            | 5403 | Bukarest            |
| 005 | Eugenie Bouchard1       | Kanada              | 4523 | Nürnberg            |
| 007 | Ana Ivanović1           | Serbien             | 4390 | Auckland, Monterrey |
| 008 | Caroline Wozniacki1     | Dänemark            | 4045 | Istanbul            |
| 009 | Li Na2                  | Volksrepublik China | 3970 | Shenzhen            |
| 011 | Jekaterina Makarowa3    | Russland            | 2970 | Pattaya             |
| 012 | Dominika Cibulková      | Slowakei            | 2908 | Acapulco            |
| 015 | Flavia Pennetta         | Italien             | 2642 | Wildcard            |
| 017 | Andrea Petković         | Deutschland         | 2495 | Bad Gastein         |
| 018 | Carla Suárez Navarro    | Spanien             | 2370 | Oeiras              |
| 020 | Alizé Cornet            | Frankreich          | 2200 | Katowitz            |
| 021 | Samantha Stosur4        | Australien          | 2005 | Ōsaka               |
| 023 | Garbiñe Muguruza        | Spanien             | 1923 | Hobart              |
| 024 | Karolína Plíšková       | Tschechien          | 1830 | Seoul, Linz         |
| 027 | Sabine Lisicki          | Deutschland         | 1735 | Hongkong            |
| 028 | Swetlana Kusnezowa      | Russland            | 1730 | College Park        |
| 030 | Elina Switolina         | Ukraine             | 1655 | Baku                |
| 038 | Caroline Garcia         | Frankreich          | 1327 | Bogotá              |
| 039 | Coco Vandeweghe         | Vereinigte Staaten  | 1297 | ’s-Hertogenbosch    |
| 040 | Klára Koukalová         | Tschechien          | 1215 | Florianópolis       |
| 041 | Zwetana Pironkowa       | Bulgarien           | 1213 | Wildcard            |
| 043 | Kurumi Nara             | Japan               | 1197 | Rio de Janeiro      |
| 044 | Mona Barthel            | Deutschland         | 1193 | Båstad              |
| 045 | Alison Riske            | Vereinigte Staaten  | 1181 | Tianjin             |
| 047 | Monica Niculescu        | Rumänien            | 1110 | Guangzhou           |
| 054 | Annika Beck             | Deutschland         | 1026 | Luxemburg           |
| 056 | Karin Knapp             | Italien             | 985  | Taschkent           |
| 061 | Mónica Puig             | Puerto Rico         | 880  | Straßburg           |
| 063 | Mirjana Lučić-Baroni    | Kroatien            | 867  | Québec              |
| 084 | Donna Vekić             | Kroatien            | 655  | Kuala Lumpur        |
| 088 | María Teresa Torró Flor | Spanien             | 631  | Marrakesch          |

1 Simona Halep, Eugenie Bouchard, Caroline Wozniacki und Ana Ivanović waren für die WTA Championships 2014 in Singapur qualifiziert und daher in Sofia nicht spielberechtigt.

2 Li Na wäre für Singapur qualifiziert gewesen; sie hatte ihre Karriere aber im September 2014 beendet.

3 Jekaterina Makarowa war als Ersatzspielerin für die WTA Championships 2014 qualifiziert und nahm auch ihre Teilnahmemöglichkeit in Sofia wahr.

4 Auch Samantha Stosur war für Sofia qualifiziert;, sie nahm ihr Startrecht aber wegen einer Verletzung nicht wahr.
Die verschiedenen Hintergrundfarben bedeuten:
- Die Spielerinnen, deren Namen grau unterlegt sind, waren von dem Turnier befreit bzw. nahmen an den WTA Championships 2014 teil.
- Die sechs Spielerinnen, deren Namen grün unterlegt sind, waren für Sofia qualifiziert.
- Die beiden Spielerinnen, deren Namen gelb hinterlegt sind, hatten vom Veranstalter eine Wildcard erhalten.

## Turnier

### Austragungsmodus
In der Rundenturnierphase (engl. Round Robin) spielten jeweils vier Spielerinnen in zwei Gruppen, jede gegen jede. Die beiden Bestplatzierten jeder Gruppe qualifizierten sich für das Halbfinale, das nach dem K.-o.-System ausgetragen wurde. Die Siegerin einer Gruppe spielte gegen die Zweite der anderen Gruppe, die Siegerinnen der beiden Partien bestritten das Endspiel.

### Nenn- und Setzliste
| Nr. | Spielerin           | Erreichte Runde |
| --- | ------------------- | --------------- |
| 01. | Jekaterina Makarowa | Gruppenphase    |
| 02. | Dominika Cibulková  | Gruppenphase    |
| 03. | Flavia Pennetta     | Finale          |
| 04. | Andrea Petković     | Sieg            |

| Nr. | Spielerin            | Erreichte Runde |
| --- | -------------------- | --------------- |
| 05. | Carla Suárez Navarro | Halbfinale      |
| 06. | Alizé Cornet         | Gruppenphase    |
| 07. | Garbiñe Muguruza     | Halbfinale      |
| 08. | Zwetana Pironkowa    | Gruppenphase    |

### Halbfinale und Finale
|  | Halbfinale | Halbfinale           | Halbfinale | Halbfinale | Halbfinale |  |  | Finale | Finale          | Finale | Finale | Finale |
|  |            |                      |            |            |            |  |  |        |                 |        |        |        |
|  |            |                      |            |            |            |  |  |        |                 |        |        |        |
|  | 7          | Garbiñe Muguruza     | 1          | 4          |            |  |  |        |                 |        |        |        |
|  | 4          | Andrea Petković      | 6          | 6          |            |  |  |        |                 |        |        |        |
|  |            |                      |            |            |            |  |  | 4      | Andrea Petković | 1      | 6      | 6      |
|  |            |                      |            |            |            |  |  | 3      | Flavia Pennetta | 6      | 4      | 3      |
|  | 5          | Carla Suárez Navarro | 4          | 2          |            |  |  |        |                 |        |        |        |
|  | 3          | Flavia Pennetta      | 6          | 6          |            |  |  |        |                 |        |        |        |
|  |            |                      |            |            |            |  |  |        |                 |        |        |        |

### Gruppe Serdika
|       |                                       | Makarowa Plíšková | Pennetta          | Cornet            | Muguruza          | Round Robin S-N | Sätze S-N | Spiele S-N | Pos. |
| 1 ALT | Jekaterina Makarowa Karolína Plíšková |                   | 1:6, 3:6 Plíšková | 1:6, 4:6 Makarowa | 2:6, 1:6 Makarowa | 0:3             | 0:6       | 12:36      | 4    |
| 3     | Flavia Pennetta                       | 6:1, 6:3 Plíšková |                   | 6:1, 6:2          | 6:0, 1:6, 1:6     | 2:1             | 5:2       | 32:19      | 2    |
| 6     | Alizé Cornet                          | 6:1, 6:4 Makarowa | 1:6, 2:6          |                   | 3:6, 5:7          | 1:2             | 2:4       | 23:30      | 3    |
| 7     | Garbiñe Muguruza                      | 6:2, 6:1 Makarowa | 0:6, 6:1, 6:1     | 6:3, 7:5          |                   | 3:0             | 6:1       | 37:19      | 1    |

### Gruppe Sredets
|   |                      | Cibulková | Petković | Suárez Navarro | Pironkowa | Round Robin S-N | Sätze S-N | Spiele S-N | Pos. |
| 2 | Dominika Cibulková   |           | 5:7, 3:6 | 7:5, 6:4       | 6:3, 7:63 | 2:1             | 4:2       | 34:31      | 3    |
| 4 | Andrea Petković      | 7:5, 6:3  |          | 0:6, 4:6       | 7:5, 6:2  | 2:1             | 4:2       | 30:27      | 2    |
| 5 | Carla Suárez Navarro | 5:7, 4:6  | 6:0, 6:4 |                | 7:62, 6:1 | 2:1             | 4:2       | 34:24      | 1    |
| 8 | Zwetana Pironkowa    | 3:6, 6:73 | 5:7, 2:6 | 6:72, 1:6      |           | 0:3             | 0:6       | 23:39      | 4    |

### Preisgelder und Weltranglistenpunkte
| Spielerin            | Punkte | Antrittsgeld | erspieltes Preisgeld | Gesamtpreisgeld |
| -------------------- | ------ | ------------ | -------------------- | --------------- |
| Andrea Petković      | 355    | 35.000 $     | 230.000 $            | 265.000 $       |
| Flavia Pennetta      | 230    | 35.000 $     | 105.000 $            | 140.000 $       |
| Garbiñe Muguruza     | 180    | 35.000 $     | 55.000 $             | 90.000 $        |
| Carla Suárez Navarro | 145    | 35.000 $     | 40.000 $             | 75.000 $        |
| Dominika Cibulková   | 145    | 35.000 $     | 30.000 $             | 65.000 $        |
| Alizé Cornet         | 110    | 35.000 $     | 15.000 $             | 50.000 $        |
| Zwetana Pironkowa    | 75     | 35.000 $     | 0 $                  | 35.000 $        |
| Jekaterina Makarowa  | 50     | 35.000 $     | 0 $                  | 35.000 $        |
| Karolína Plíšková    | 25     | 7.500 $      | 0 $                  | 7.500 $         |